# Fuerzas Revolucionarias de la Familia G9 y Aliados
Las Fuerzas Revolucionarias de la Familia G9 y Aliados, abreviado como G9 o FRG9 (en criollo haitiano: Fòs Revolisyonè G9 un Fanmi e Alye), es una federación de 12 bandas y considerado grupo paramilitar haitiano debido a su estructura con base en varias zonas del país, es una organización dirigida por el exagente de policía haitiano Jimmy Chérizier.  El G9, junto con otras bandas afiliadas, controla más del 80% de la capital Puerto Príncipe.
En marzo de 2024, la pandilla estuvo involucrada en la crisis de Haití de 2024 con la fuga de más de 4.700 prisioneros de la cárcel de la capital, provocando la dimisión del primer ministro Ariel Henry. 

## Historia

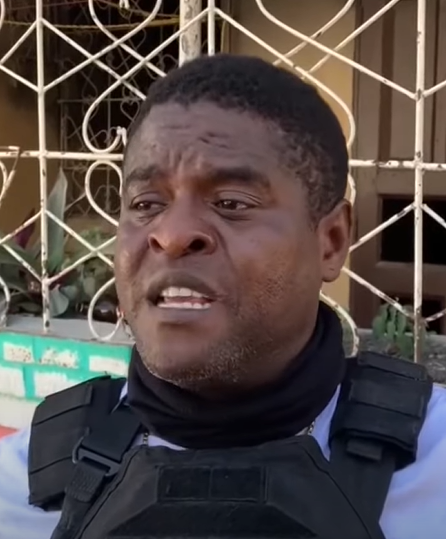
Jimmy Chérizier, el fundador de G9, en enero de 2024

La familia G9 fue fundada por Chérizier en junio de 2020, siendo su propia pandilla, los Delmas 95, uno de los miembros fundadores. El G9 originalmente tenía solo 9 grupos, pero pronto se expandió a 12. 
El G9 tiene rivalidad con la pandilla haitiana G-Pep. En 2022, los enfrentamientos entre estas bandas provocaron la muerte de 89 personas en Puerto Príncipe 

## Actividades
El G9 tenía una relación con el presidente haitiano asesinado Jovenel Moïse, habiendo recibido armas, uniformes policiales y otro tipo de apoyo incluso después de la destitución de Chérizier de la policía. El G9 también tiene rivalidad con la pandilla haitiana G-Pep, habiendo peleado en numerosas ocasiones con ellos. La pandilla está bien armada y es capaz de utilizar vehículos aéreos no tripulados, entre otros. 